# NPO Nieuws
NPO Nieuws est une chaîne de télévision d'information en continu néerlandaise créée le 1er décembre 2004, éditée par la NOS et appartenant au groupe du service public néerlandais Nederlandse Publieke Omroep (NPO). 

## Histoire
La chaîne est créée par la Nederlandse Omroep Stichting (NOS) sous le nom Journaal 24 le 1er décembre 2004, et ne diffuse alors uniquement sur Internet,. Jusqu'au 16 septembre 2007, des informations étaient également diffusés par télétexte lors du programme TekstTV. Celles-ci ont été remplacées depuis par un bandeau d'information en continu affichant les titres des dernières actualités. 
Le 10 mars 2014, Journaal 24 est rebaptisée « NPO Nieuws », adoptant l'abréviation « NPO », comme ses chaînes sœurs NPO Politiek (en) et NPO Sport ainsi que l'ensemble des autres chaînes thématiques du Nederlandse Publieke Omroep,. 

## Identité visuelle

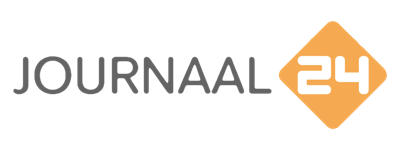
Logo de Journaal 24 de mai 2009 au 10 mars 2014
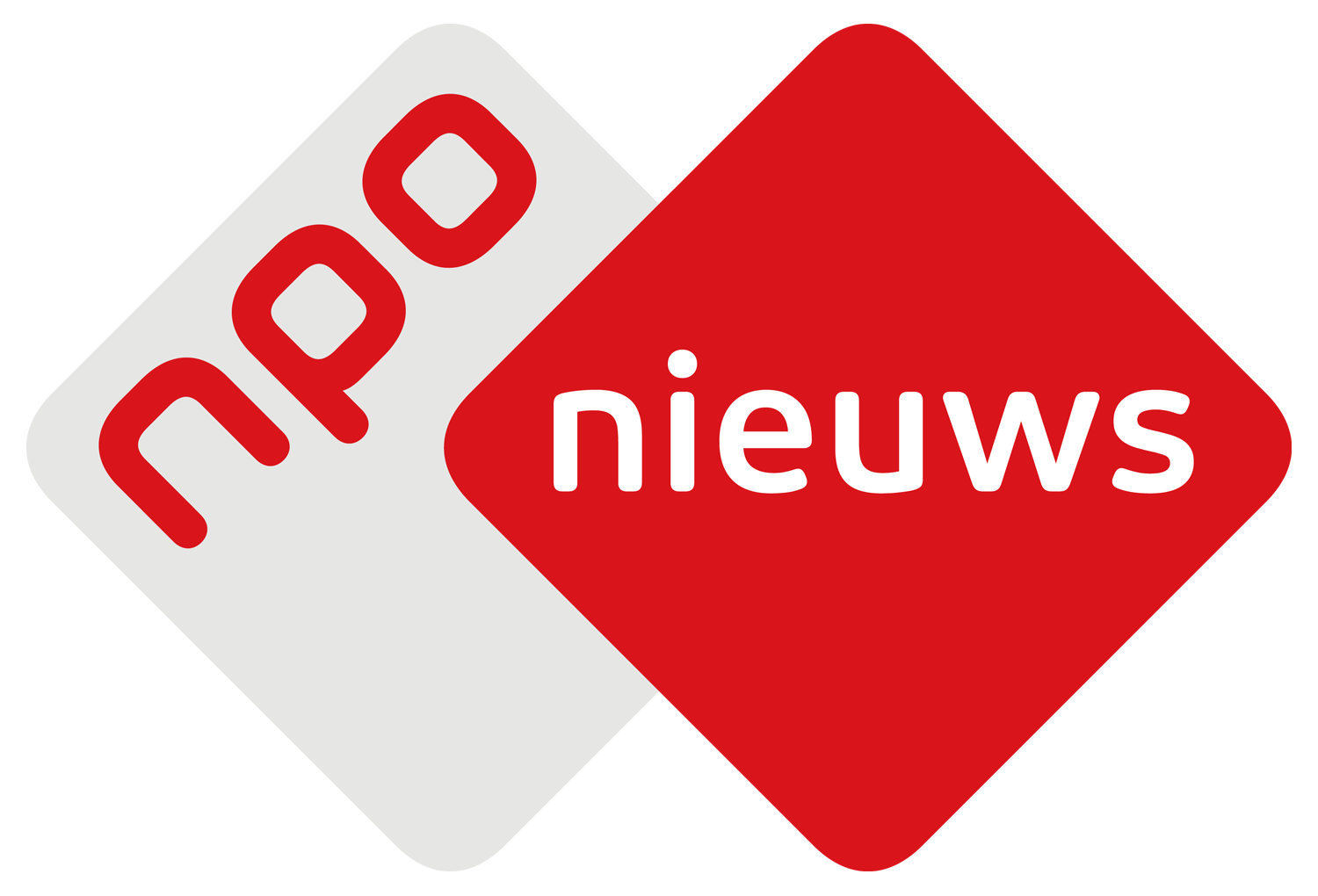
Logo de NPO Nieuws depuis le 10 mars 2014

## Programmes
Les programmes diffusés sur la chaîne sont axés sur l'actualité. NPO Nieuws diffuse notamment toutes les éditions du NOS Journaal en direct et des rediffusions de son dernier journal diffusé. De plus des évènements d'information importants et des éditions spéciales présentés par la NOS peuvent être diffusés sur la chaîne.

## Diffusion
NPO Nieuws est diffusée aux Pays-Bas via le câble, le satellite, la télévision IP et en streaming.